# Iwan Konstantinowitsch Grigorowitsch

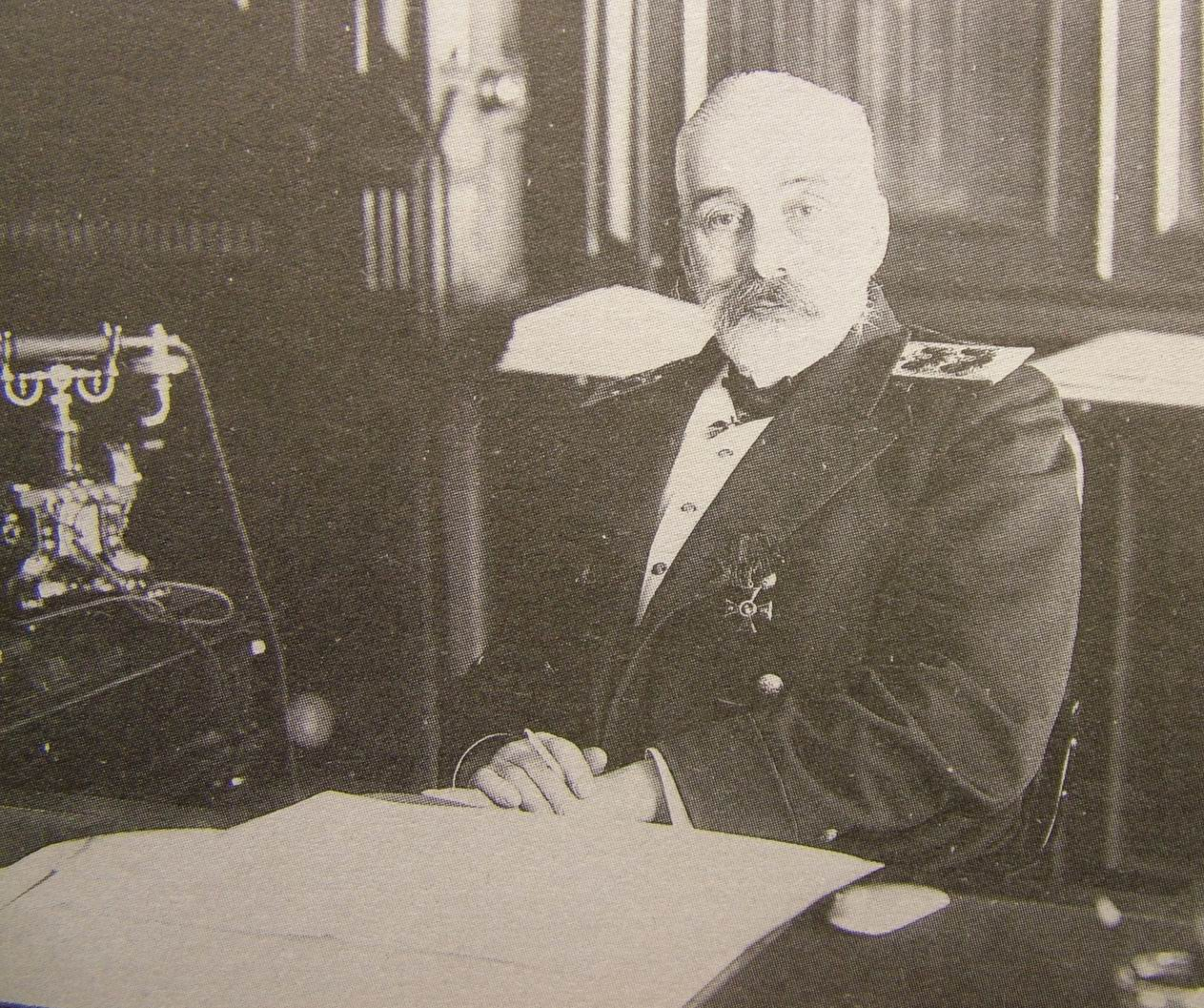
Iwan Grigorowitsch 1914

Iwan Konstantinowitsch Grigorowitsch (russisch Иван Константинович Григорович, wissenschaftliche Transliteration Ivan Konstantinovič Grigorovič, * 26. Januarjul. / 7. Februar 1853greg. in Sankt Petersburg, Russisches Kaiserreich; † 3. März 1930 in Menton, Frankreich) war ein russischer Admiral. Er war der letzte Marineminister des Zaren und hatte das Amt von 1911 bis zur Oktoberrevolution 1917 inne. Seine Urne wurde 2005 nach Russland überführt und in der Familiengruft auf dem Nikolskij-Friedhof des Alexander-Newski-Klosters bestattet.

## Ehrungen
2016 wurde die russische Fregatte Admiral Grigorowitsch nach ihm benannt.